# Strumień
Strumień é um município da Polônia, na voivodia da Silésia e no condado de Cieszyn. Estende-se por uma área de 6,31 km², com 3 643 habitantes, segundo os censos de 2016, com uma densidade de 579,2 hab/km².